# HD 47420
HD 47420，又名BD-02 1691，SAO 133511、HR 2440，是一颗恒星，视星等为6.14，位于銀經213.71，銀緯-4.07，其B1900.0坐标为赤經6h 33m 19s，赤緯-2° -4.07′ 26″。